# Yamaha RX-5
Yamaha RX-5 — программируемая драм-машина, разработанная японской компанией Yamaha в 1986 году.
Как и RX-11, пользовалась большим спросом в СССР и странах социалистического лагеря в конце 1980-х годов.

## Описание
Имеет 24 внутренних звуковых сэмплов в цифровом виде. Сэмплы включают в себя звуки большого барабана, малого барабана, римшота, том-тома, хай-хэта, тарелки (райд и крэш), хлопков, тамбурина, ковбелла и шейкера.
Включает различные параметры звучания, такие как назначение на клавишу, атака, затухание, питч, панорама, реверс, акцент, модуляция и тд.
Секвенсорный блок может записывать до 100 ритмических узоров с использованием музыкальных размеров в пределах от 01/32 до 99/2 в режиме реального или пошагового времени. Записанные в режиме реального времени ритмические узоры могут квантоваться от 1/2 до 1/48 ноты. Ритмические узоры могут быть аранжированы в 30 песнях.
Имеет RAM картридж для редактирования стандартных звуков, а также загрузки новых. RX-5 был издан Yamaha с одним базовым комплектом - "RX5 ROM". Три дополнительных картриджа звука были сделаны для разных музыкальных стилей: WRC-02 Jazz/Fusion, WRC-03 Heavy Metal и WRC-04 Effects. Также были разработаны картриджи, использующие сэмплы других драм-машин, таких как Roland TR-808 и TR-909, но в небольших количествах.

## Известные обладатели
- A-ha
- Blackbird
- Cameo
- Casiopea
- Cocteau Twins
- Disciplina Kičme
- Future Bible Heroes
- Kombi
- Orchestral Manoeuvres in the Dark (альбом Sugar Tax)
- Pet Shop Boys
- Sigh (альбом Imaginary Sonicscape)
- The Sisters of Mercy (альбом Floodland)
- Stock Aitken Waterman (песня You Spin Me Round (Like a Record))
- XTC
- New Order
- Вангелис
- Дейв Грусин (альбом Sticks and Stones)
- Кино (альбомы Звезда по имени Солнце, Последний герой, Чёрный альбом)
- Мадонна
- Принс
- Ласковый май
- Наутилус Помпилиус (альбом Князь Тишины)
- Мираж (альбом Снова вместе)
- Фристайл (альбомы "Получите!", "Получите! Дубль 2")